# Olympische Sommerspiele 1988/Leichtathletik – Speerwurf (Frauen)

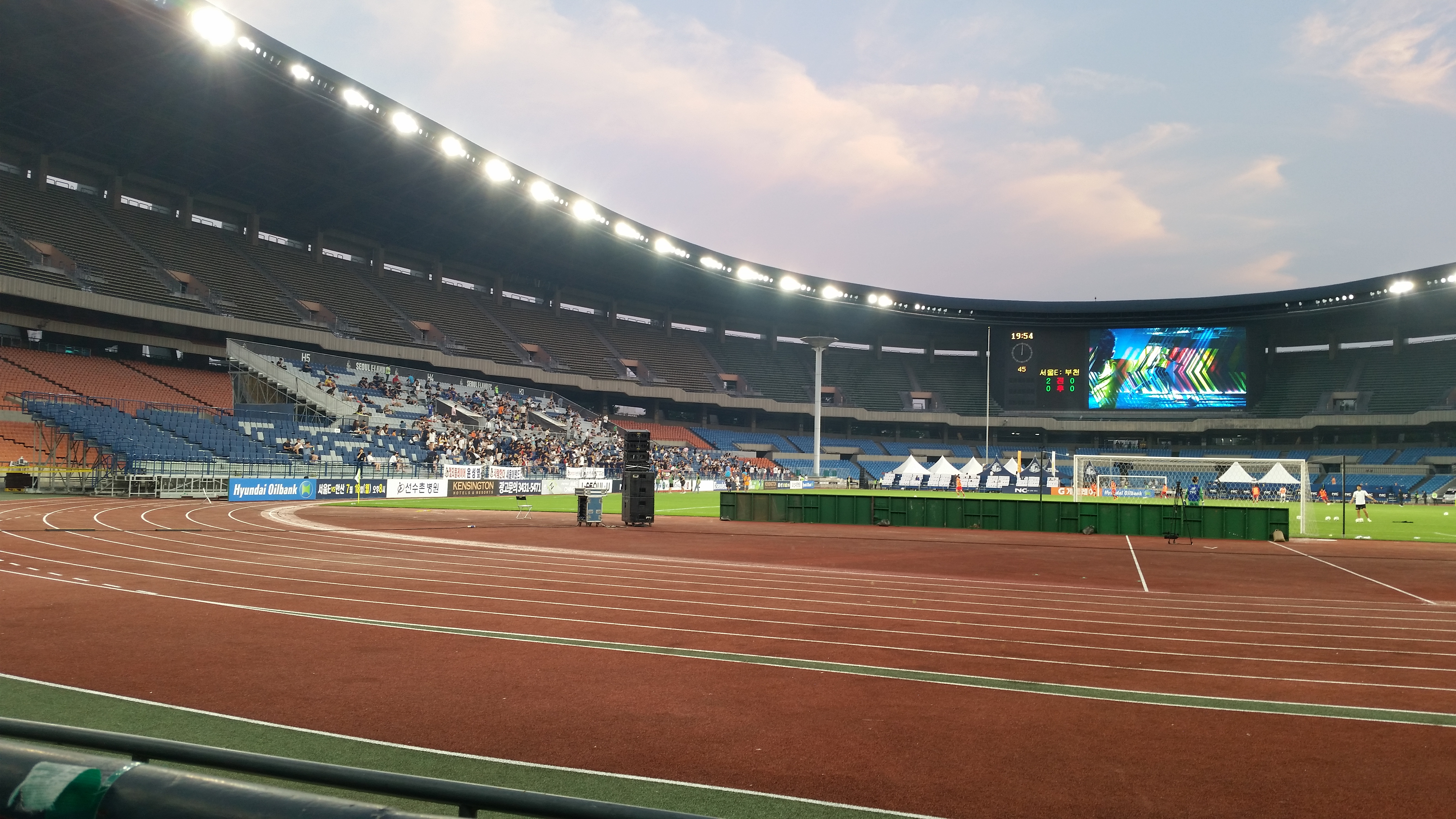
Innenraum des Olympiastadions im Jahr 2016

Der Speerwurf der Frauen bei den Olympischen Spielen 1988 in Seoul wurde am 25. und 26. September 1988 in zwei Runden im Olympiastadion Seoul ausgetragen. 29 Athletinnen nahmen teil.
Olympiasiegerin wurde Petra Felke, spätere Petra Meier, aus der DDR. Sie gewann vor der Britin Fatima Whitbread und Beate Koch, ebenfalls DDR.
Neben den Medaillengewinnerinnen nahm für die DDR Silke Renk teil. Auch sie erreichte das Finale und wurde Olympiafünfte.

Für die Bundesrepublik Deutschland gingen Beate Peters und Ingrid Thyssen an den Start. Peters scheiterte in der Qualifikation. Thyssen erreichte das Finale und belegte Rang acht.

Auch die Schweizerin Denise Thiémard konnte sich für das Finale qualifizieren. Sie wurde Neunte.

Athletinnen aus Österreich und Liechtenstein nahmen nicht teil.

## Aktuelle Titelträgerinnen
| Olympiasiegerin 1984                      | Tessa Sanderson ( Großbritannien)  | 69,56 m | Los Angeles 1984  |
| Weltmeisterin 1987                        | Fatima Whitbread ( Großbritannien) | 76,64 m | Rom 1987          |
| Europameisterin 1986                      | Fatima Whitbread ( Großbritannien) | 76,32 m | Stuttgart 1986    |
| Panamerikanische Meisterin 1987           | Ivonne Leal ( Kuba)                | 63,70 m | Indianapolis 1987 |
| Zentralamerika und Karibik-Meisterin 1987 | Herminia Bouza ( Kuba)             | 62,78 m | Caracas 1987      |
| Südamerika-Meisterin 1987                 | Sueli dos Santos ( Brasilien)      | 56,00 m | São Paulo 1987    |
| Asienmeisterin 1987                       | Li Baolian ( Volksrepublik China)  | 60,12 m | Singapur 1987     |
| Afrikameisterin 1988                      | Yasmina Azzizi ( Algerien)         | 48,82 m | Annaba 1988       |

## Rekorde

### Bestehende Rekorde
| Weltrekord         | 80,00 m | Petra Felke ( DDR)                | Potsdam, DDR (heute Deutschland) | 9. September 1988 |
| Olympischer Rekord | 69,56 m | Tessa Sanderson ( Großbritannien) | Finale OS Los Angeles, USA       | 6. August 1984    |

### Rekordverbesserungen
Olympiasiegerin Petra Felke, spätere Petra Meier, aus der DDR verbesserte den bestehenden olympischen Rekord zweimal:
- 72,62 m – Finale am 26. September, erster Versuch
- 74,68 m – Finale am 26. September, zweiter Versuch

## Legende
Kurze Übersicht zur Bedeutung der Symbolik – so üblicherweise auch in sonstigen Veröffentlichungen verwendet:
| – | verzichtet |
| x | ungültig   |

## Qualifikation
Datum: 25. September 1988
Für die Qualifikation wurden die Athletinnen in zwei Gruppen gelost. N eun von ihnen (hellblau unterlegt) übertrafen die direkte Finalqualifikationsweite von 63,00 m. Damit war die Mindestanzahl von zwölf Finalteilnehmerinnen nicht erreicht. Somit wurde das Finalfeld mit den drei nächstbesten Werferinnen beider Gruppen (hellgrün unterlegt) auf zwölf Wettbewerberinnen aufgefüllt. So waren schließlich 61,56 m für die Finalteilnahme gefordert.

### Gruppe A

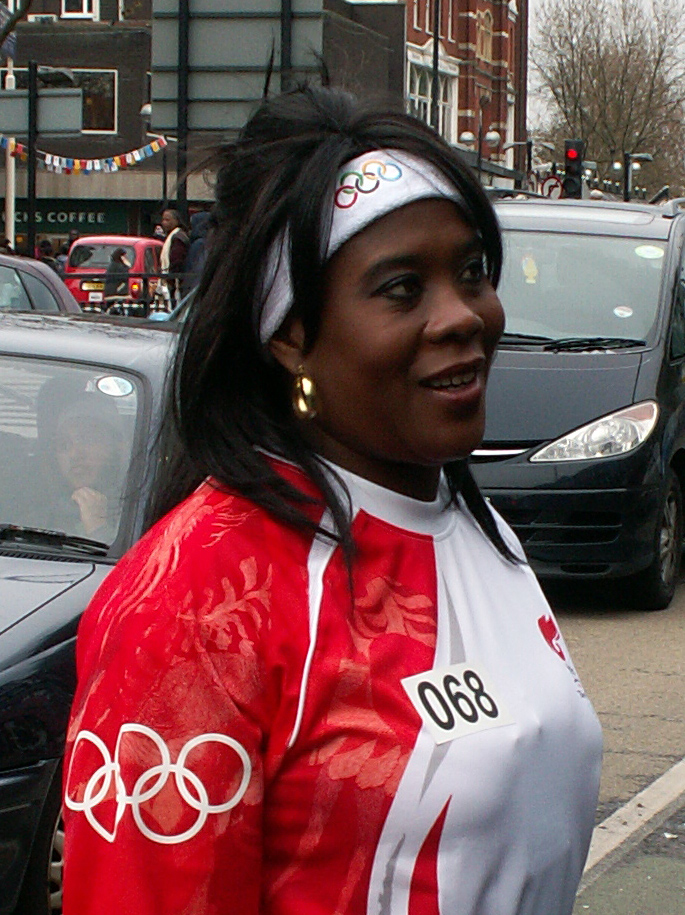
Die Olympiasiegerin von 1984 Tessa Sanderson scheiterte diesmal mit 56,70 m bereits in der Qualifikation

14:15 Uhr
| Platz | Name                   | Nation              | 1. Versuch | 2. Versuch | 3. Versuch | Weite   |
| ----- | ---------------------- | ------------------- | ---------- | ---------- | ---------- | ------- |
| 1     | Petra Felke            | DDR                 | 67,06 m    | –          | –          | 67,06 m |
| 2     | Beate Koch             | DDR                 | 66,86 m    | –          | –          | 66,86 m |
| 3     | Natallja Jermalowitsch | Sowjetunion         | x          | 64,44 m    | –          | 64,44 m |
| 4     | Zsuzsa Malovecz        | Ungarn              | 64,30 m    | –          | –          | 64,30 m |
| 5     | Denise Thiémard        | Schweiz             | 55,18 m    | 61,74 m    | 55,60 m    | 61,74 m |
| 6     | Tuula Laaksalo         | Finnland            | 57,34 m    | 60,64 m    | 54,66 m    | 60,64 m |
| 7     | Beate Peters           | BR Deutschland      | x          | x          | 60,20 m    | 60,20 m |
| 8     | Laverne Eve            | Bahamas             | x          | 57,48 m    | 60,02 m    | 60,02 m |
| 9     | Trine Solberg          | Norwegen            | 57,76 m    | 56,90 m    | 58,82 m    | 58,82 m |
| 10    | Anna Verouli           | Griechenland        | 57,60 m    | 58,52 m    | x          | 58,52 m |
| 11    | Tessa Sanderson        | Großbritannien      | 54,18 m    | 56,70 m    | 56,26 m    | 56,70 m |
| 12    | Zhou Yuanxiang         | Volksrepublik China | 53,66 m    | 52,80 m    | 56,36 m    | 56,36 m |
| 13    | Lynda Sutfin           | USA                 | 56,08 m    | 56,12 m    | x          | 56,12 m |
| 14    | Céline Chartrand       | Kanada              | 47,64 m    | 46,18 m    | 54,10 m    | 54,10 m |
| NM    | Nadine Auzeil          | Frankreich          | x          | x          | x          | ogV     |

### Gruppe B

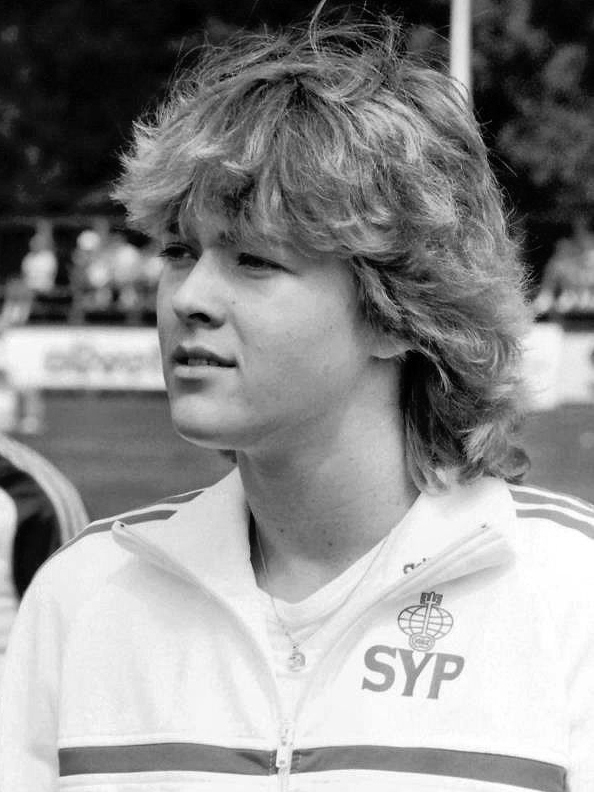
Die Silbermedaillengewinnerin von 1984 Tiina Lillak schied hier mit 60,06 m in der Qualifikation aus

15:35 Uhr
| Platz | Name                   | Nation              | 1. Versuch | 2. Versuch | 3. Versuch | Weite   |
| ----- | ---------------------- | ------------------- | ---------- | ---------- | ---------- | ------- |
| 1     | Fatima Whitbread       | Großbritannien      | 54,90 m    | x          | 68,44 m    | 68,44 m |
| 2     | Antoaneta Selenska     | Bulgarien           | 50,84 m    | 61,62 m    | 64,60 m    | 64,60 m |
| 3     | Silke Renk             | DDR                 | 63,64 m    | –          | –          | 63,64 m |
| 4     | Ingrid Thyssen         | BR Deutschland      | 63,32 m    | –          | –          | 63,32 m |
| 5     | Iryna Kostjutschenkowa | Sowjetunion         | 58,56 m    | x          | 63,24 m    | 63,24 m |
| 6     | Päivi Alafrantti       | Finnland            | 62,82 m    | 58,54 m    | 59,82 m    | 62,82 m |
| 7     | Donna Mayhew           | USA                 | 61,56 m    | 60,62 m    | 59,08 m    | 61,56 m |
| 8     | Tiina Lillak           | Finnland            | 60,06 m    | x          | 55,52 m    | 60,06 m |
| 9     | Li Baolian             | Volksrepublik China | 56,64 m    | 58,92 m    | 56,62 m    | 58,92 m |
| 10    | Karin Smith            | USA                 | 57,42 m    | 53,86 m    | 57,94 m    | 57,94 m |
| 11    | Emi Matsui             | Japan               | 50,70 m    | x          | 56,26 m    | 56,26 m |
| 12    | Sharon Gibson          | Großbritannien      | 56,00 m    | 50,74 m    | 53,20 m    | 56,00 m |
| 13    | Iris Grönfeldt         | Island              | x          | 54,28 m    | 50,84 m    | 54,28 m |
| 14    | Yoo Chun-ok            | Südkorea            | x          | 44,92 m    | 48,26 m    | 48,26 m |

## Finale
Datum: 26. September 1988, 15:00 Uhr
| Platz | Name                   | Nation         | 1. Versuch | 2. Versuch | 3. Versuch | 4. Versuch                                  | 5. Versuch                                  | 6. Versuch                                  | Endresultat | Anmerkung |
| ----- | ---------------------- | -------------- | ---------- | ---------- | ---------- | ------------------------------------------- | ------------------------------------------- | ------------------------------------------- | ----------- | --------- |
| 1     | Petra Felke            | DDR            | 72,62 m OR | 74,68 m OR | 66,12 m    | 66,76 m                                     | 71,12 m                                     | 68,38 m                                     | 74,68 m     | OR        |
| 2     | Fatima Whitbread       | Großbritannien | 61,98 m    | 67,46 m    | 66,58 m    | 64,86 m                                     | 67,82 m                                     | 70,32 m                                     | 70,32 m     |           |
| 3     | Beate Koch             | DDR            | 67,30 m    | 65,66 m    | 66,48 m    | 62,04 m                                     | 65,64 m                                     | 66,02 m                                     | 67,30 m     |           |
| 4     | Iryna Kostjutschenkowa | Sowjetunion    | 64,34 m    | 67,00 m    | 63,12 m    | 63,42 m                                     | 63,10 m                                     | x                                           | 67,00 m     |           |
| 5     | Silke Renk             | DDR            | 60,86 m    | 58,74 m    | 63,98 m    | 64,60 m                                     | 64,74 m                                     | 66,38 m                                     | 66,38 m     |           |
| 6     | Natallja Jermalowitsch | Sowjetunion    | 64,84 m    | x          | x          | x                                           | x                                           | –                                           | 64,84 m     |           |
| 7     | Donna Mayhew           | USA            | 57,52 m    | x          | 61,78 m    | 59,72 m                                     | x                                           | 56,74 m                                     | 61,78 m     |           |
| 8     | Ingrid Thyssen         | BR Deutschland | 60,76 m    | 60,12 m    | 56,66 m    | x                                           | 59,64 m                                     | 58,28 m                                     | 60,76 m     |           |
|       |                        |                |            |            |            |                                             |                                             |                                             |             |           |
| 9     | Denise Thiémard        | Schweiz        | 57,58 m    | 57,20 m    | 58,54 m    | nicht im Finale der besten acht Werferinnen | nicht im Finale der besten acht Werferinnen | nicht im Finale der besten acht Werferinnen | 58,54 m     |           |
| 10    | Päivi Alafrantti       | Finnland       | 58,20 m    | 55,86 m    | 56,46 m    | nicht im Finale der besten acht Werferinnen | nicht im Finale der besten acht Werferinnen | nicht im Finale der besten acht Werferinnen | 58,20 m     |           |
| 11    | Antoaneta Selenska     | Bulgarien      | 56,78 m    | x          | x          | nicht im Finale der besten acht Werferinnen | nicht im Finale der besten acht Werferinnen | nicht im Finale der besten acht Werferinnen | 56,78 m     |           |
| 12    | Zsuzsa Malovecz        | Ungarn         | x          | 54,58 m    | x          | nicht im Finale der besten acht Werferinnen | nicht im Finale der besten acht Werferinnen | nicht im Finale der besten acht Werferinnen | 54,58 m     |           |

Für das Finale hatten sich zwölf Athletinnen qualifiziert, von denen neun die Qualifikationsweite übertroffen hatten. Qualifiziert waren alle drei Teilnehmerinnen der DDR und zwei aus der Sowjetunion sowie jeweils eine Athletin aus Bulgarien, der Bundesrepublik Deutschland, Finnland, der Schweiz, Ungarn und Großbritannien.
Erwartet wurde ein Zweikampf zwischen der Britin Fatima Whitbread und Petra Felke aus der DDR. Whitbread war die amtierende Welt- und Europameisterin. Sie hatte bei den Kontinentalkämpfen 1986 einen Weltrekord aufgestellt, den Felke zunächst im Juli 1987 und dann ein paar Tage vor den Spielen in Seoul verbessert hatte. In der Olympiasaison warf Felke genau 80 Meter und war damit die erste Frau, die in diesen Bereich vordringen konnte. Sie war auch die letzte, denn dieser Rekord wurde nie überboten und wird es auch nicht werden, denn im April 1999 wurden neue Speere eingeführt mit einem wie bei den Männern weiter nach vorne verlagerten Schwerpunkt. Die Olympiasiegerin von 1984 in Los Angeles, Whitbreads Landsfrau Tessa Sanderson, und auch die dortige Silbermedaillengewinnerin Tiina Lillak aus Finnland hatten beide nicht mehr die Topform von vor vier Jahren und schieden in der Qualifikation aus.
Felke übernahm in der ersten Finalrunde mit 72,62 m die Führung. Damit war sie die erste 70-Meter-Werferin bei Olympischen Spielen. In ihren weiteren Versuchen gelangen ihr noch zwei weitere Würfe über diese Marke. Ihr bestes Resultat erzielte sie in Durchgang zwei mit 74,68 m. Damit war sie die klar dominante Werferin dieses Wettbewerbs und behielt ihre Führung bis zum Schluss. Whitbread positionierte sich mit ihrem im zweiten Versuch – 67,46 m – auf Platz zwei. Mit dem letzten Wurf gelangen ihr noch sehr gute 70,32 m, was jedoch keine Verbesserung im Klassement bedeutete. Felke und Whitbread waren die einzigen Teilnehmerinnen, die die 70-Meter-Marke übertrafen. So wurde Petra Felke Olympiasiegerin und Fatima Whitbread gewann die Silbermedaille. Bronze ging an Beate Koch aus der DDR, die mit 67,30 m wie auch Iryna Kostjutschenkowa aus der UdSSR als Viertplatzierte die 67-Meter-Marke erreichte. Silke Renk auf Rang fünf blieb mit 66,38 m knapp unter diesem Wert.

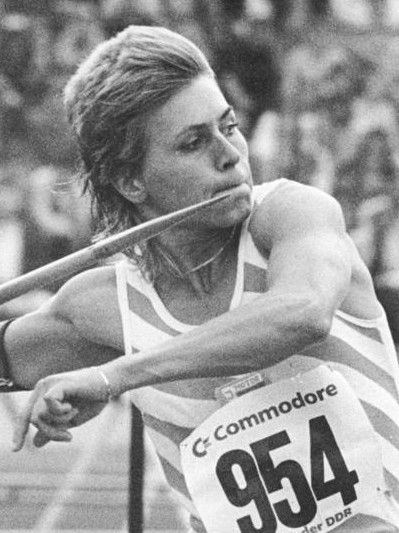
Favoritensieg für Petra Felke
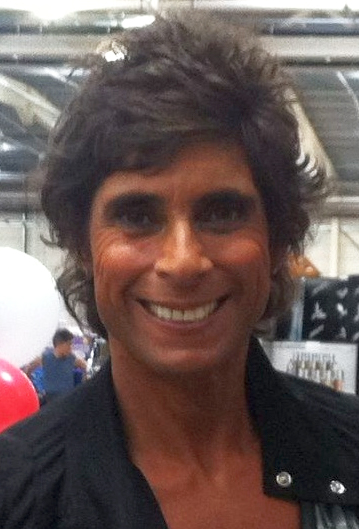
Silbermedaillengewinnerin Fatima Whitbread

## Video
- Petra Felke 74.68m Seoul Olympics 1988, youtube.com, abgerufen am 4. Februar 2018